# Москалівка (Косів)

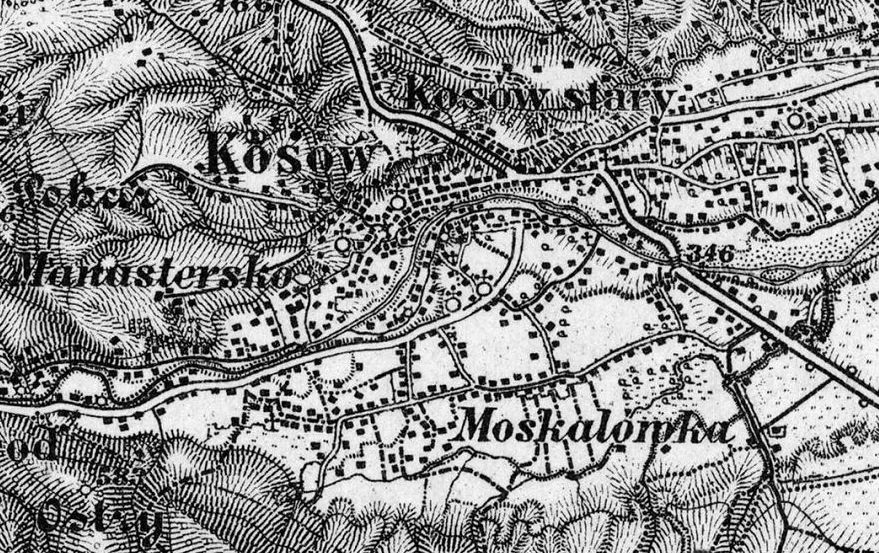
Москалівка в 1873 році

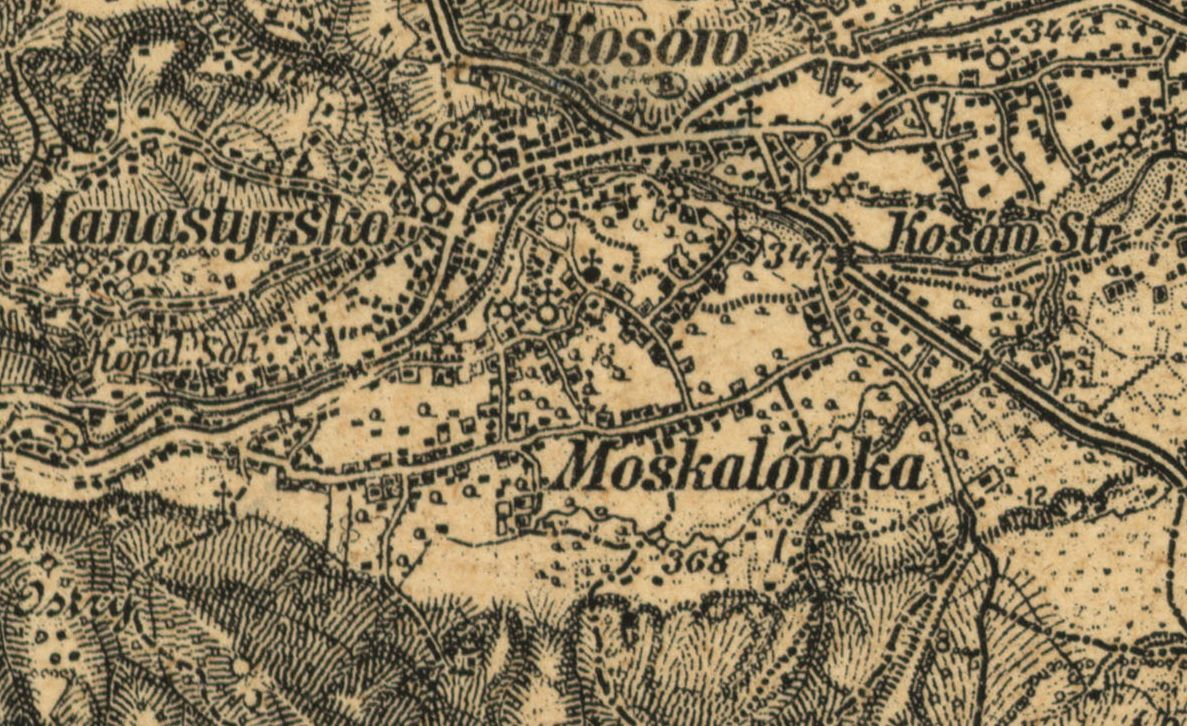
Москалівка в 1923 році

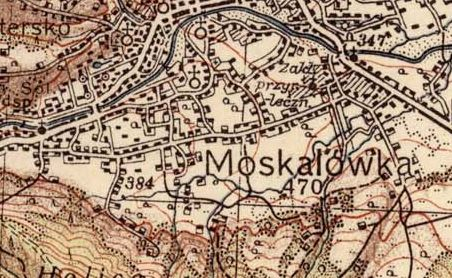
Москалівка в 1933 році

Москалівка — колишнє село, яке розпорядженням міністра внутрішніх справ 26 березня 1934 року було приєднано до міста Косова.  Територія села відповідає тій частині сучасного Косова, що розташована південніше річки Рибниця.
У селі працювала ткацько-килимарська промислова школа. Село в 1923 році налічувало 368 хат, у 1933 — 470.

## Персоналії
- Баранюки — родина українських майстрів художньої кераміки XIX—XX століття.
- Балагурак Дмитро Васильович — лицар Бронзового хреста бойової заслуги УПА.
- Вінтоняк Роман Миколайович «Левада» (1920—1995) — хорунжий і політвиховник УПА тактичного відтинку «Гуцульщина», автор тексту пісні «…І з сиром пироги»[3][4].
- Кошак Андрій Васильович (1917—1981) — майстер різьблення по дереву.
- Яросевич Роман Гнатович (1862—1934) — український галицький лікар, педагог, громадсько-політичний діяч, дипломат, доктор філософії (1884, Відень), член Українського лікарського товариства (1910 р.).